# JFN NEW YEAR SPECIAL 年賀状 ドット 声
JFN NEW YEAR SPECIAL 年賀状 ドット 声（ジェイエフエヌ・ニューイヤー・スペシャル ねんがじょうどっとこえ）は、JFNCの新春特別ラジオ番組。「歌い初め」に変わって2006年度 - 2008年度に放送されたが、2009年度には再び「歌い初め」に戻った。日本全国津々浦々、パーソナリティやアーティストの“声”の年賀状を放送した。
番組内の「ハッスルタイム」に突入すると豪華プレゼントが当たる。
JFN NEW YEAR SPECIAL 年賀状 ドット 声の「SPECIAL」と「年賀状」の間にはその年の年号が入る。

## パーソナリティと放送時間
JFN NEW YEAR SPECIAL 2006 年賀状 ドット 声
パーソナリティは伊津野亮と井門宗之 (JFNC)。放送時間は2006年1月2日の11:30 - 15:55。
JFN NEW YEAR SPECIAL 2007 年賀状 ドット 声
パーソナリティは伊津野亮と蒲田健。放送時間は2007年1月1日の11:30 - 15:55。
JFN NEW YEAR SPECIAL 2008 年賀状 ドット 声
パーソナリティは小田静枝と井門宗之 (JFNC)。放送時間は2008年1月1日の11:30 - 15:55。